# Роберт Дейл Браун
Роберт Дейл Браун (англ. Robert Dale Brown, 15 грудня 1971) — канадський професійний боксер, призер чемпіонатів світу серед аматорів.

## Аматорська кар'єра
На Іграх Співдружності 1990, програвши у фіналі Джозефу Ахасамба (Кенія), завоював срібну медаль.
1991 року завоював бронзову медаль на Панамериканських іграх. На чемпіонаті світу 1991 теж завоював бронзову медаль.
- В 1/8 фіналу переміг Джеклорда Джекобса (Нігерія) — 20-17
- У чвертьфіналі переміг Ріка Тімпері (Австралія) — RSC 2
- У півфіналі програв Андрію Курнявка (СРСР) — 12-24

На Олімпійських іграх 1992 програв в другому бою Торстену Май (Німеччина).
На чемпіонаті світу 1993 завоював бронзову медаль.
- В 1/8 фіналу переміг Лейфа Кейські (Швеція) — 7-6
- У чвертьфіналі переміг Мухаммеда Бенгуесмія (Алжир) — 20-6
- У півфіналі програв Рамону Гарбей (Куба) — 3-9

На Іграх Співдружності 1994 здобув три перемоги і став чемпіоном.

## Професіональна кар'єра
Дебютував на профірингу 1995 року. За весь час провів 42 боя. Він тричі безуспішно змагався за титул чемпіона світу, поступившись нокаутом чемпіону IBF в першій важкій вазі казахстанцю Василю Жирову та чемпіону WBA в першій важкій вазі французу Жан-Марку Мормеку, а також одностайним рішенням суддів чемпіону IBF в першій важкій вазі О'Нілу Беллу (Ямайка).